# Oh, My God!
Oh, My God! è l'album d'esordio del rapper statunitense Doug E. Fresh. Pubblicato il 7 luglio del 1986, è distribuito dalla Reality Records, filiale della Fantasy Records.
| Recensione | Giudizio |
| ---------- | -------- |
| AllMusic   | [ 1 ]    |

## Tracce
1. Nuthin' – 3:02
2. The Show (Oh, My God! Remix) – 8:38
3. Leave It up to the Cut Professor – 2:25
4. Lovin' Ev'ry Minute of It (Cyclone Ride) – 4:24
5. She Was the Type of Girl – 5:26
6. Abortion – 4:21
7. Chill Will Cuttin' it Up – 0:40
8. Play This Only at Night – 5:15
9. Alla the Way to Heaven – 6:05

Durata totale: 40:16

## Classifiche

### Classifiche settimanali
| Classifica (1986)         | Posizione massima |
| ------------------------- | ----------------- |
| US Top R&B/Hip-Hop Albums | 21                |